# 変わりたい唄
『変わりたい唄』（かわりたいうた）は、阿部真央の16枚目のシングル。2018年10月24日にポニーキャニオンから発売された。

## 概要
CDシングルとしては前作『女たち』から約2年2カ月ぶり、配信限定シングルを含めると『まだ僕は生きてる』から約3か月ぶりとなったシングルである。
表題曲「変わりたい唄」の通り、“変わりたい”をテーマとして、ジャケットには変身ポーズをする阿部の写真が使われており、ミュージックビデオにも阿部が変わりたいと思い変身をする姿や、変身にちなんで大分県のローカルヒーロー『パワーシティーオーイタ』が出演している。
カップリング曲には、新曲2曲の他に配信限定シングルの「まだ僕は生きてる」と、「まだ僕は生きてる」の弾き語りバージョンがボーナストラックとして収録されており、「まだ僕は生きてる」は初CD化となった。

## 収録曲
| 全作詞・作曲: 阿部真央。 |                                                          |          |            |            |
| #                        | タイトル                                                 | 作詞     | 作曲・編曲 | 編曲家     |
| 1.                       | 「変わりたい唄」                                         | 阿部真央 | 阿部真央   | akkin      |
| 2.                       | 「まだ僕は生きてる」                                     | 阿部真央 | 阿部真央   | 和田建一郎 |
| 3.                       | 「なんにもない今から」                                   | 阿部真央 | 阿部真央   | 和田建一郎 |
| 4.                       | 「いつもありがとう〜あべまにあの唄〜」                   | 阿部真央 | 阿部真央   | 阿部真央   |
| 5.                       | 「まだ僕は生きてる（弾き語りVer.）（ボーナストラック）」 | 阿部真央 | 阿部真央   | 阿部真央   |